# Bohl (Eschweiler)
Bohl ist ein südöstlicher Stadtteil von Eschweiler zwischen den Stadtteilen Bergrath und Volkenrath. Durch den Ort fließt der Riffersbach, welcher in den Omerbach mündet.

## Geschichte
Bohl kam 1932 zusammen mit Hastenrath, Nothberg, Scherpenseel und Volkenrath aus dem damaligen Kreis Düren an Eschweiler im damaligen Landkreis Aachen. Durch Bohl führte eine Römerstraße. Bohl ist wohl ein sehr alter Ort. Die Grundform seines Namens geht auf „bol, böhl, bühl, buhil“ zurück und bedeutet eine rundliche Erhöhung wie ein Hügel. Die dortige Straße und Flur „Herrenfeldchen“ liegen an der bis 1932 bestehenden Kreisgrenze, aber auch an der Pfarrgrenze zwischen Bergrath und Nothberg. Im 15. Jahrhundert gab es in Bergrath neben anderen kleinen Gehöften den „Herrenhof“ mit den dazugehörenden Feldflächen. Wahrscheinlich rührt daher die Bezeichnung der Straße. Eine andere Deutung interpretiert die „Herren“ als die Herren- und Kirchengüter der Herren der damaligen und bis 1789 bestehenden Ämter Eschweiler und Wilhelmstein. Bis 1944 haben an der Straße „Am Kalkofen“ drei Kalköfen der „Kalkwerke Meyer“ gestanden. Seit 2009 gehört der Ort als Stadtteil von Eschweiler zur Städteregion Aachen. Der Straßenname „Stüfgensweg“ weist auf den vor Jahrhunderten hier bestandenen Weinbau hin. Im Eschweiler Stadtwald liegt die Flur und das gleichnamige Ausflugslokal „Bohler Heide“.

## Verkehr
Über die einzige Bushaltestelle „Bohl“ wird Bohl von den AVV-Stadtbuslinien EW1 und EW3 der ASEAG mit dem gesamten Südwesten Eschweilers und dem Eschweiler Bushof verbunden.
| Linie | Verlauf |
| ----- | --- |
| EW1   | Eschweiler Bushof – Rathaus – Bergrath – Nothberg Knippmühle – Bohl – Volkenrath – Hastenrath – Scherpenseel – (Gressenich Kapelle / Werth Brunnenweg) |
| EW3   | Eschweiler Bushof – Rathaus – Bergrath – Nothberg Knippmühle – Bohl – Volkenrath – Hastenrath – Scherpenseel – Werth Brunnenweg                        |

Die nächsten Bahnhöfe sind Eschweiler-Nothberg und Eschweiler Hbf.